# 반점날다람쥐
반점날다람쥐(Petaurista elegans)는 다람쥐과에 속하는 설치류의 일종이다. 중국과 인도, 인도네시아, 라오스, 말레이시아, 미얀마, 네팔, 베트남에서 발견된다.

## 아종
7종의 아종이 알려져 있다.
- P. e. elegans
- P. e. banksi
- P. e. caniceps
- P. e. marica
- P. e. punctatus
- P. e. sumatrana
- P. e. sybilla